# Freia (Schiff, 1885)
Die Freia war ein Seitenraddampfer, der als Seebäderschiff zunächst in der Nordsee, dann in der Ostsee, später als Postdampfer auf dem Vorläufer der sogenannten Königslinie Trelleborg–Sassnitz zwischen Schweden und Deutschland und danach wieder als Seebäderschiff in der Ostsee fuhr.

## Bau und technische Daten
Das Schiff, mit einem leicht nach hinten geneigten Schornstein und zwei Masten, wurde 1884 bei Blohm & Voss in Hamburg in Auftrag gegeben und lief dort am 20. Mai 1885 mit der Baunummer 44 vom Stapel. Die Auftraggeber mussten aus finanziellen Gründen stornieren und so wurde das Schiff als „Spekulationsbau“ von Blohm & Voss auf eigene Rechnung fertiggestellt. Es war 71,50 m lang und 8,20 m breit (etwa 18 m über die Radkästen) und mit 683 BRT vermessen. Die Passagierkapazität betrug 150 Personen. Die Freia hatte eine für damalige Verhältnisse ungewöhnlich hohe Geschwindigkeit von 16 Knoten und erwarb sich deshalb den Spitznamen „Blohm-Wiesel“.

## Laufbahn

### Seebäderdienst Nordsee
Blohm & Voss setzte das als „Salon-Schnelldampfer“ angepriesene Schiff, das sogar elektrisches Licht an Bord hatte, selbst ein. Die Jungfernfahrt am 18. Juli 1885 ging nach Helgoland. Danach fuhr die Freia Passagiere von Hamburg über Cuxhaven nach Helgoland, Wyk auf Föhr und Norderney. Im Winter 1885/86 wurde das Schiff zum Fährdienst zwischen Dover und Ostende und in den folgenden Wintern zum Liniendienst an der Riviera verchartert.

### Seebäderdienst Pommern
1889 kaufte der junge Hamburger Unternehmer Albert Ballin die Freia. Mit diesem Erwerb begründete er seine Ballins Dampfschiff-Rhederei. 1890 kaufte er als zweites Schiff den Seitenraddampfer Cuxhaven hinzu, übernahm sich aber damit, so dass er die Freia 1890 an die Stettiner Reederei J. F. Braeunlich für den Einsatz im aufstrebenden Seebädertourismus Vorpommerns verkaufte. Nach Umbau, mit nunmehr 858 BRT und einer Passagierkapazität von 780 Personen, wurde die Freia mit ihren 18 Mann Besatzung eines der bekanntesten Schiffe der Reederei. Kurz nach dem Besitzwechsel der Freia gründeten Braeunlich und Ballin die Stettiner Seebäder-Reederei Ballin & Braeunlich, in die Ballin seine Cuxhaven einbrachte. Ballin & Braeunlich fuhren von Stettin über Swinemünde (als Heimathafen), nach Misdroy, Ahlbeck, Heringsdorf und Zinnowitz. Geplant waren auch Fahrten nach Rügen. Als die Cuxhaven aber bereits am 27. Juli 1891 auf der Vinetabank bei Zinnowitz strandete und aufgegeben werden musste, wobei auch drei Todesopfer zu beklagen waren, bedeutete dies das Ende der kurzen Zusammenarbeit von Braeunlich und Ballin. Die Freia führte zu bestimmten Anlässen auch Sonderfahrten aus, so wurde 1896 berichtet, dass der Saisonstart mit einer Fahrt nach Bornholm, Gotland und Stockholm erfolgen wird.

### Postdampfer
Die Freia blieb bei Braeunlich und bediente bis 1897 die Seebäder auf Usedom und Rügen. Dann wurde sie am 29. April 1897 bei der Eröffnung der neuen Postdampferlinie Saßnitz–Trelleborg, dem Vorläufer der 1907 eingerichteten Eisenbahnfährverbindung Königslinie, auf diese Strecke verlegt. Nachdem Saßnitz 1891 Bahnanschluss bekommen hatte, hatte Braeunlich die Freia bereits am 3. Juni 1891 eine erste Testfahrt durchführen lassen. Deren Erfolg führte schließlich zu einem Abkommen zwischen den Regierungen Schwedens und Preußens zur Einrichtung der Linie, die dann auf Grund vertraglicher Abmachungen mit den entsprechenden Regierungsstellen gemeinschaftlich von der schwedischen Reederei Sverige-Kontinenten und der 1896 umfirmierten Stettiner Dampfschiffs-Gesellschaft J. F. Braeunlich betrieben wurde.
Da die von Braeunlich eigens für die neue Linie gebaute Imperator noch nicht fertig war, brachte an deren statt die Freia am 29. April 1897 die schwedischen Ehrengäste, darunter den Außenminister Graf Ludvig Vilhelm August Douglas und den ehemaligen Innenminister und nunmehrigen Generaldirektor der schwedischen Postdirektion Julius Edvard von Krusenstjerna, nach Saßnitz. Sie und die entsprechenden deutschen Honoratioren, wie der preußische Eisenbahnminister Karl von Thielen, fuhren am folgenden Tag auf der schwedischen Rex nach Trelleborg, begleitet von dem deutschen Kreuzer Gefion. Am 1. Mai 1897 begann der planmäßige Betrieb. Neben der Freia, die nach der Indienststellung der Odin ab 1902 auf der Postdampferlinie nur noch als Reserveschiff diente, verkehrten die schwedischen Dampfschiffe Rex (bis zu ihrer Strandung im Februar 1900), Svea (ab 1899, als zwei tägliche Abfahrten von Saßnitz und Trelleborg notwendig geworden waren) und Nordstjernan (ab Mai 1900) sowie die Braeunlich-Dampfer Imperator (ab 1897), Germania (1899–1902), Odin (ab 1902) und Hertha (ab 1905) auf der Linie.
Nach dem Abschluss des Vertrages vom 15. November 1907 über die Einrichtung einer Eisenbahnfährverbindung zwischen dem Deutschen Reich und Schweden kamen 1909 auf deutscher Seite die beiden Fährschiffe Preußen und Deutschland auf der Königslinie zum Einsatz. Damit war der Postdampferdienst der Braeunlich-Reederei überflüssig geworden, und sie wurde finanziell abgefunden.

### Seebäderdienst Pommern
Die Freia war bereits seit 1902 wieder im Seebäderdienst und zu Ausflugsfahrten entlang der deutschen Ostseeküste unterwegs. Mit dem Beginn des Ersten Weltkriegs kam der Seebäder- und Ausflugsverkehr auf der Ostsee zum Erliegen, und die Freia wurde, wie die gesamte Flotte der Braeunlich-Reederei, von der Kaiserlichen Marine zu Kriegszwecken eingezogen. Sie diente während der Kriegsjahre als Tender. Nach Kriegsende wurde sie zurückgegeben und fuhr noch bis 1929 zwischen Stettin und Swinemünde. 1929 wurde sie zum Abwracken in die Niederlande verkauft.